# آب‌انبار خضری
آب‌انبار خضری مربوط به دوره صفوی است و در یک کیلومتری خضری واقع شده و این اثر در تاریخ ۸ مرداد ۱۳۸۱ با شمارهٔ ثبت ۵۹۴۰ به‌عنوان یکی از آثار ملی ایران به ثبت رسیده است.